# Хаїм Арлозоров
Віталій Віктор Хаїм Арлозоров (23 лютого 1899, Ромни — 16 червня 1933, Тель-Авів) — палестинський єврейський політик, лідер сіоністського руху, голова Політичного Управління Єврейського агентства.
У 1905 р. сім"я Арлозорових емігрувала в Нмеччину. Віктор вивчав економіку в Берлінському університеті. Під час навчання знайомиться з майбутньою дружиною Йозефа Ґеббельса Маґдою. У них починаються багаторічні стосунки. У 1923 р. Арлозоров переїжджає в Палестину. Маґда навіть думала їхати з ним.
Він займається політикою і стає неофіційним міністром закордонних справ Єврейського агентства. У травні 1933 р. Арлозоров був у Берліні за дорученням Давіда Бен-Ґуріона. Побачивши у вітрині увінчане трояндами фото Маґди і Йозефа Ґеббельсів, він пробує з нею зв’язатися і пише їй листа. Відтак йому в готель приходить зашифроване повідомлення, в якому Маґда дає зрозуміти, що для неї дуже небезпечно з ним говорити. Якщо хоче жити, хай негайно вертається в Палестину. Арлозоров так і робить.
16 червня 1933 р., через два дні після повернення в Тель-Авів під час прогулянки на небережній з дружиною Сімою у Віктора Арлозорова стріляють. Він помирає від отриманих ран. За однією з версій, за цим убивством стояв Йозефф Ґеббельс, для якого думка про колишню любов його дружини до єврея була просто нестерпною.  